# Ajit Singh Bhogal
Ajit Singh Bhogal (ur. 5 listopada 1942 w Dźalandharze) – ugandyjski hokeista na trawie pochodzenia hinduskiego, uczestnik Letnich Igrzysk Olimpijskich 1972.
Na igrzyskach w Monachium Singh Bhogal reprezentował swój kraj w pięciu spotkaniach; były to mecze przeciwko ekipom: Meksyku (4-1 dla Ugandy), Argentyny (0-0), RFN (1-1), Belgii (0-2) i Hiszpanii (2-2); ponadto w meczu przeciwko reprezentacji Meksyku strzelił jednego gola, a w spotkaniu z ekipą RFN został ukarany zieloną kartką. W klasyfikacji końcowej, jego drużyna zajęła przedostatnie 15. miejsce, wyprzedzając jedynie reprezentację Meksyku.  Na tych samych igrzyskach wystąpił jego brat Kuldip Singh Bhogal.